# 푸투마요주

푸투마요 주

푸투마요주(스페인어: Departamento del Putumayo)는 콜롬비아 남서부에 위치한 주로 주도는 모코아이며 면적은 24,885km2, 인구는 337,054명(2013년 기준), 인구 밀도는 14명/km2이다. 1991년에 신설되었으며 13개 지방 자치체를 관할한다. 주 이름은 케추아어로 "솟구치는 강"을 뜻한다. 북쪽으로는 카우카 주, 서쪽으로는 나리뇨 주, 동쪽으로는 카케타 주, 아마소나스 주와 접하며 남쪽으로는 에콰도르, 페루와 국경을 접한다.

주기